# Élections sénatoriales de 1897 dans la Mayenne
Les élections sénatoriales en Mayenne ont lieu le 5 janvier 1897. Elles ont pour but d'élire les 2 sénateurs représentant le département au Sénat pour un mandat de neuf années.

## Mode de scrutin
Ces élections se déroule au scrutin indirect, majoritaire et plurinominal.
Il obéi à la loi du 10 décembre 1884, qui établit une relation entre la population des communes et leurs nombres de délégués, contrairement aux Lois constitutionnelles de 1875 qui n'en prévoyaient qu'un par commune, quelle que soit sa taille.
On assiste à une multiplication par 3 des délégués des communes.
Ne peuvent voter que : 
- de 1 à 24 délégués par commune, élus par chaque conseil municipal ;
- les conseillers généraux ;
- les conseillers d'arrondissements ;
- les députés du département ;
- les sénateurs sortants.

## Sénateurs sortants
| Sénateur | Sénateur             | Parti | Fonctions lors de l'élection en 1897 |
| -------- | -------------------- | ----- | ------------------------------------ |
|          | Paul Bernard-Dutreil |       |                                      |
|          | Paul Le Breton       |       |                                      |

## Présentation des candidats
| Sénateur | Sénateur             | Parti              | Fonctions lors de l'élection en 1897                                                                          |
| -------- | -------------------- | ------------------ | --- |
|          | Gustave Denis        | Liste Républicaine | Propriétaire et directeur de la manufacture de Fontaine-Daniel, ancien sénateur, président du Conseil Général |
|          | Victor Boissel       | Liste Républicaine | Maire de Laval, vice-président du Conseil Général                                                             |
|          | Paul Bernard-Dutreil | Liste Royaliste    | |
|          | Paul Le Breton       | Liste Royaliste    | |

## Résultats
| Candidat et parti politique | Candidat et parti politique | Candidat et parti politique | Premier tour | Premier tour | Second tour | Second tour | Troisième tour | Troisième tour |
| Candidat et parti politique | Candidat et parti politique | Candidat et parti politique | Voix         | %            | Voix        | %           | Voix           | %              |
| --------------------------- | --------------------------- | --------------------------- | ------------ | ------------ | ----------- | ----------- | -------------- | -------------- |
|                             | Gustave Denis               | Liste Républicaine          | 357          |              |             |             |                |                |
|                             | Victor Boissel              | Liste Républicaine          | 349          |              |             |             |                |                |
|                             | Paul Le Breton              | Liste Royaliste             | 329          |              |             |             |                |                |
|                             | Paul Bernard-Dutreil        | Liste Royaliste             | 314          |              |             |             |                |                |
|                             |                             |                             |              |              |             |             |                |                |
| Inscrits                    | Inscrits                    | Inscrits                    | 678          |              |             |             |                |                |
| Abstentions                 |                             |                             |              |              |             |             |                |                |
| Votants                     | Votants                     | Votants                     | 676          |              |             |             |                |                |
| Blancs et nuls              |                             |                             |              |              |             |             |                |                |
| Exprimés                    |                             |                             |              |              |             |             |                |                |

## Élection partielle pendant le mandat
Il y a une élection partielle durant ce mandat à la suite du décès d'un sénateur inamovible. La Mayenne reçoit par tirage au sort un siège supplémentaire. La campagne électorale qui en résulte présente des caractères totalement neufs. La campagne électorale se déroule pendant second procès de l'Affaire Dreyfus. Certains royalistes (ceux qui lanceront l'Action française dans le département manifeste des préférences pour l'action des Ligues. L'influence du Comte de Malherbe et du marquis de Virville, appartenant à la Jeunesse royaliste ébranle les habitudes des traditionnels mayennais, déjà découragés par la défection de l'Eglise avec le Ralliement et l'Esprit nouveau crée par l'épiscopat de l'évêque de Laval Pierre Geay. Il y a des projets discordants pour l'élection sénatoriale : Christian de Villebois-Mareuil suggère des candidats issus de la Ligue de la patrie française : François Coppée ou Jules Lemaître tandis que le Courrier du Maine met en avant son fondateur Paul Le Breton. Il en résulte des difficultés à l'intérieur du Comité électoral des conservateurs, et finalement Paul Le Breton se retire tandis que le Duc d'Abrantès accepte de tenter sa chance. Guère connu que dans l'arrondissement de Mayenne, et bien que ex-Bonapartiste, il est soutenu par les partisans du régime plébiscitaire et par les monarchistes. L'Avenir de la Mayenne insiste sur son libre-échangisme sollicitant les suffrages d'agriculteurs protectionnistes.
Les Républicains se mettent rapidement d'accord, à la suite du retrait d'Alfred Dominique sur le nom de Duboys-Fresney qui se dit lui-même républicain conservateur et catholique. Les républicains connus jusqu'alors pour leur anticléricalisme, acceptent de soutenir la candidature d'un catholique, alors que des catholiques acceptent ce patronage républicain. Le choix du candidat Duboys-Fresney peut faire croire à un succès dans la fin de la vieille division entre conservateurs et républicains. En réalité, les résultats du scrutin révèlent la même cassure que deux ans auparavant.
Les deux candidats se connaissent et sont amis malgré leur opposition aux élections.
| Candidat et parti politique | Candidat et parti politique   | Candidat et parti politique | Premier tour | Premier tour | Second tour | Second tour | Troisième tour | Troisième tour |
| Candidat et parti politique | Candidat et parti politique   | Candidat et parti politique | Voix         | %            | Voix        | %           | Voix           | %              |
| --------------------------- | ----------------------------- | --------------------------- | ------------ | ------------ | ----------- | ----------- | -------------- | -------------- |
|                             | Étienne Albert Duboys Fresney | Liste Républicaine          | 358          |              |             |             |                |                |
|                             | Maurice Le Ray d'Abrantès     | Liste Royaliste (ex Bonap.) | 314          |              |             |             |                |                |
|                             |                               |                             |              |              |             |             |                |                |
| Inscrits                    | Inscrits                      | Inscrits                    | 680          |              |             |             |                |                |
| Abstentions                 |                               |                             |              |              |             |             |                |                |
| Votants                     | Votants                       | Votants                     | 677          |              |             |             |                |                |
| Blancs et nuls              | Blancs et nuls                | Blancs et nuls              | 5            |              |             |             |                |                |
| Exprimés                    | Exprimés                      | Exprimés                    | 672          |              |             |             |                |                |